# Amel Tuka
Amel Tuka (n. 9 ianuarie 1991, Kakanj⁠(d), Federația Bosniei și Herțegovinei, Bosnia și Herțegovina) este un alergător bosniac pe distanțe medii care s-a specializat în proba de 800 de metri. Tuka deține două recorduri naționale ale Bosniei și Herțegovinei în cadrul probelor de 400 de metri și 800 de metri. Pe 17 iulie 2015, cu timpul său de 1:42,51, Tuka a fost lider pe plan mondial în urma cursei masculine la 800 de metri din Monaco pentru anul 2015. Ulterior, a câștigat prima medalie a țării sale la o competiție de atletism de top, reușind să termine pe locul al treilea la proba de 800 de metri la Campionatul Mondial de Atletism din 2015.

## Cariera
Tuka a fost recrutat de Atletski Klub Zenica pentru a se dedica în întregime atletismului, după ce a câștigat o cursă de 400 de metri în Zenica. De atunci a devenit cel mai competitiv alergător pe distanțe mijlocii din țară, după ce a concurat și a câștigat medalii în numeroase campionate regionale și continentale (europene).
În iunie 2013, Tuka a câștigat cursa de 800 de metri în cadrul Ligii a treia a Campionatului European pe Echipe 2013, cu o durată de 1:51,11. Cu mai puțin de o lună mai târziu, Tuka a câștigat locul al treilea la Campionatul European de Atletism U23 din 2013 la 800 de metri, înregistrând un record național de 1:46,29. După campionat, Tuka s-a mutat din Bosnia în Verona, Italia, pentru a se antrena cu antrenorul Gianni Ghidini.
La Campionatele Europene de Atletism din 2014, Tuka s-a clasat pe locul șase în finala de 800 de metri la masculin, depășindu-și recordul personal cu un timp de 1:46,12.
La 1 iulie 2015, Tuka a câștigat proba de 800 de metri la cea de-a 20-a Întâlnire Anuală Internațională la Velenje, Slovenia și s-a calificat pentru Jocurile Olimpice de vară din 2016, cu un timp de 1:44.19. Pe 11 iulie 2015, el a alergat și mai repede, câștigând proba de 800 de metri la Madrid, cu un timp de 1:43,84. Rezultatul de la Madrid îl făcea pe Tuka să fie cel de-al șaptelea cel mai rapid alergător în cursa de 800 de metri din lume, la egalitate cu Boris Berian. Doar șase zile mai târziu, la competiția Herculis din Monaco, Tuka și-a îmbunătățit timpul câștigând cursa cu 1:42,51, făcându-l cel de-al unsprezecelea cel mai rapid alergător pe 800 de metri al tuturor timpurilor și cel mai rapid din lume la acea vreme. În acest timp a câștigat în cursa alergată cu medaliatul cu argint la Jocurile Olimpice, Nigel Amos și cu deținătorul titlului mondial, Mohammed Aman.

### Jocurile Olimpice de vară 2016
El a concurat la Jocurile Olimpice de Vară din 2016, unde a terminat pe locul 12 în cursa de 800 de metri. Prin atingerea semifinalelor de la Rio, Tuka a devenit primul alergător din Bosnia și Herțegovina care trece de prima rundă de la Jocurile Olimpice după ce Jasmin Salihović a fost eliminat la Jocurile Olimpice de Vară din 2004. Amel Tuka a fost purtătorul steagului bosniac pentru țara sa la ceremonia de deschidere a jocurilor.
La Campionatul Mondial din 2019 de la Doha a obținut medalia de argint. La Jocurile Olimpice de la Tokyo s-a clasat pe locul șase.

## Stilul de funcționare
Amel Tuka a spus că, atunci când era mai tânăr, îl avea ca idol pe Jeremy Wariner, care l-a influențat să alerge în curse de 400 de metri (în loc de cea mai populară, de 100 de metri).

## Realizări
| An   | Competiție                      | Locație                  | Loc | Eveniment | Note    |
| ---- | ------------------------------- | ------------------------ | --- | --------- | ------- |
| 2012 | Campionatul European            | Helsinki, Finlanda       | 24  | 800 m     | 1:51,14 |
| 2013 | Campionatul European de Tineret | Tampere, Finlanda        | 3   | 800 m     | 1:46,29 |
| 2014 | Campionatul European            | Zürich, Elveția          | 6   | 800 m     | 1:46,12 |
| 2015 | Campionatul European în sală    | Praga, Cehia             | 21  | 800 m     | 1:49,92 |
| 2015 | Campionatul Mondial             | Beijing, China           | 3   | 800 m     | 1:46,30 |
| 2016 | Campionatul European            | Amsterdam, Țările de Jos | 4   | 800 m     | 1:45,74 |
| 2016 | Jocurile Olimpice               | Rio de Janeiro, Brazilia | 12  | 800 m     | 1:45,24 |
| 2017 | Campionatul European în sală    | Belgrad, Serbia          | 12  | 800 m     | 1:49,84 |
| 2017 | Campionatul Mondial             | Londra, Marea Britanie   | 21  | 800 m     | 1:46,54 |
| 2018 | Campionatul European            | Berlin, Germania         | 13  | 800 m     | 1:47,24 |
| 2019 | Campionatul European în sală    | Glasgow, Marea Britanie  | 6   | 800 m     | 1:47,91 |
| 2019 | Campionatul Mondial             | Doha, Qatar              | 2   | 800 m     | 1:43,47 |
| 2021 | Campionatul European în sală    | Toruń, Polonia           | 5   | 800 m     | 1:47,37 |
| 2021 | Jocurile Olimpice               | Tokio, Japonia           | 6   | 800 m     | 1:45,98 |
| 2022 | Campionatul European            | München, Germania        | 18  | 800 m     | 1:47,73 |
| 2023 | Campionatul European în sală    | Istanbul, Turcia         | 4   | 800 m     | 1:47,90 |
| 2023 | Campionatul Mondial             | Budapesta, Ungaria       | 51  | 800 m     | 1:49,01 |

## Recorduri personale
| Probă         | Performanță | Dată              | Locație |
| ------------- | ----------- | ----------------- | ------- |
| 800 m         | 1:42,51 RN  | 17 iulie 2015     | Monaco  |
| 800 m în sală | 1:45,95 RN  | 24 februarie 2021 | Madrid  |